# Vlada Kubassova
Vlada Kubassova (Tallinn, 23 agosto 1995) è una calciatrice estone, attaccante del Flora Tallinn e della nazionale estone.

## Caratteristiche tecniche
È un attaccante che gioca come punta centrale.

## Carriera

### Club

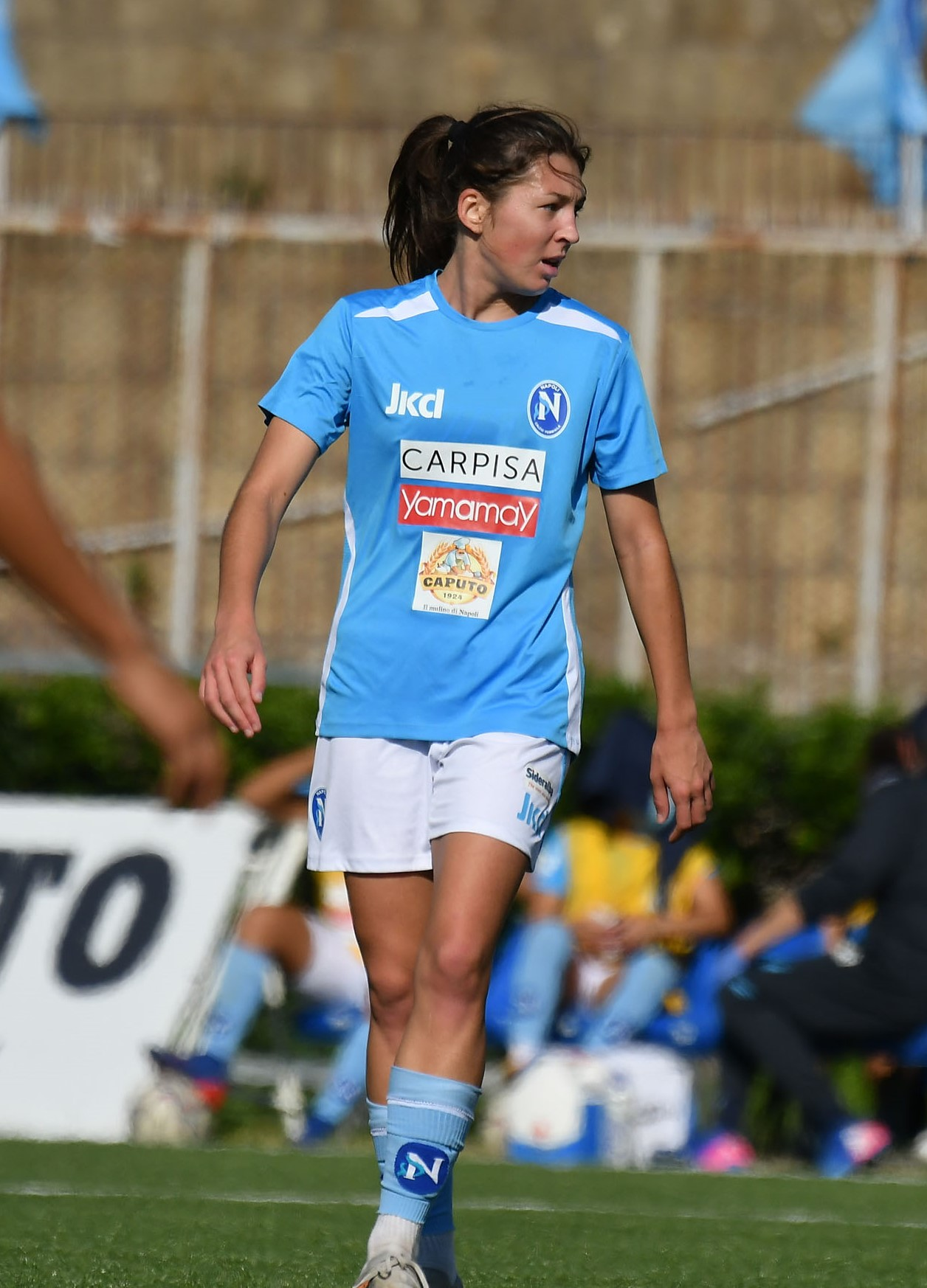
Vlada Kubassova con la maglia del Napoli nel 2020.

Nata a Tallinn nel 1995, inizia a giocare a calcio nell'Ajax Lasnamäe, squadra di un sobborgo della capitale estone, rimanendovi fino al 2010.
Nel 2010 passa al Levadia Tallinn, giocando inizialmente con la seconda squadra, dove ottiene 18 presenze e 25 reti fino al 2012.
Nel 2011, a 16 anni non ancora compiuti, debutta in prima squadra, il 9 aprile, in Naiste Meistriliiga, massima serie estone, nel derby con il Flora Tallinn in trasferta, nel quale Kubassova entra al 65', realizzando dopo 8 minuti la rete che fissa il risultato sull'1-1. In 8 stagioni in biancoverde gioca 131 volte segnando 131 gol e vince la Coppa d'Estonia nel 2016, segnando una tripletta nel 4-0 inflitto in finale al Tartu SK 10 Premium.
Nell'estate 2018 si trasferisce in Italia, andando a giocare nel Napoli Femminile, nella neonata Serie C, raggiungendo le compagne di nazionale Kristina Bannikova, Eneli Kutter e Lisette Tammik.
Nella stagione 2019-2020 continua a giocare nel Napoli. Il primo gol stagionale arriva il 29 settembre contro la Lazio, nel primo turno di Coppa Italia.

### Nazionale
Inizia a giocare nelle nazionali giovanili estoni nel 2009, a 13 anni, quando viene convocata in Under-17, dove rimarrà fino al 2012 ottenendo 9 presenze.
Nel 2011 era passata in Under-19, restandovi per 3 anni, fino al 2014, giocandovi 22 volte e segnando 10 gol.
Nel 2013 debutta in nazionale maggiore, il 24 agosto, entrando al 70' della gara contro la Lettonia di Coppa del Baltico femminile, giocata a Vilnius, in Lituania, e terminata 0-0.
Contro lo stesso avversario e nello stesso torneo segna il suo primo gol, il 7 giugno dell'anno successivo, a Šiauliai, in Lituania, realizzando il definitivo 4-0 all'80'.

## Statistiche

### Presenze e reti nei club
Statistiche aggiornate al 27 maggio 2023.
| Stagione        | Squadra         | Campionato      | Campionato | Campionato | Coppe nazionali | Coppe nazionali | Coppe nazionali | Coppe continentali | Coppe continentali | Coppe continentali | Altre coppe | Altre coppe | Altre coppe | Totale | Totale |
| Stagione        | Squadra         | Comp            | Pres       | Reti       | Comp            | Pres            | Reti            | Comp               | Pres               | Reti               | Comp        | Pres        | Reti        | Pres   | Reti   |
| --------------- | --------------- | --------------- | ---------- | ---------- | --------------- | --------------- | --------------- | ------------------ | ------------------ | ------------------ | ----------- | ----------- | ----------- | ------ | ------ |
| 2018-2019       | Napoli          | C               | 20         | 13         | CIC             | ?               | ?               | -                  | -                  | -                  | -           | -           | -           | 20+    | 13+    |
| 2019-2020       | Napoli          | B               | 14         | 3          | CI              | ?               | 0               | -                  | -                  | -                  | -           | -           | -           | 14+    | 3      |
| 2020-2021       | Napoli          | A               | 13         | 0          | CI              | 1               | 0               | -                  | -                  | -                  | -           | -           | -           | 14     | 0      |
| Totale Napoli   | Totale Napoli   | Totale Napoli   | 47         | 16         | -               | 1+              | 0+              | -                  | -                  | -                  | -           | -           | -           | 48+    | 16+    |
| 2021-2022       | Como            | B               | 19         | 5          | CI              | 4               | 2               |                    | -                  | -                  |             | -           | -           | 23     | 7      |
| 2022-2023       | Como            | A               | 23         | 3          | CI              | 2               | 0               |                    | -                  | -                  |             | -           | -           | 25     | 3      |
| Totale Como     | Totale Como     | Totale Como     | 42         | 8          |                 | 6               | 2               |                    | -                  | -                  |             | -           | -           | 48     | 10     |
| Totale carriera | Totale carriera | Totale carriera | 89         | 24         | -               | 7+              | 2+              | -                  | -                  | -                  | -           | -           | -           | 96+    | 26+    |

## Palmarès

### Club
- Campionato estone femminile: 1

Levadia Tallinn: 2016
- Campionato italiano di Serie B: 1

Como: 2021-2022